# TDC Net
TDC Net A/S er et datterselskab i TDC, der driver TDC's telekommunikationsnetværk. TDC Net blev oprettet i 2019 efter en restrukturering i TDC.